# Paisatge del Cap de Creus
Paisatge del Cap de Creus (1918) és una obra del pintor empordanès Salvador Dalí (1904-1989) que forma part del fons del Museu Abelló, de Mollet del Vallès.
Realitzada mitjançant la tècnica de la pintura a l'oli sobre suport de fusta, mesura 34 × 45 cm, i en ell s'hi observa un paisatge molt conegut per Dalí, la costa del Cap de Creus, a la Costa Brava.

## Descripció de l'obra
La composició del quadre es basa en franges horitzontals. En la meitat inferior del llenç domina el mar serè d'un blau intens, amb una barca de tons grogosos que trenca la solitud del paisatge. Dins la barca hi ha representades de manera molt esquemàtica dues persones. Al seu darrere, apareixen roques i muntanyes blaves i verdoses. Sobre aquestes, predomina un cel totalment net, també de color blau però una mica més clar que el mar.
Cromàticament, s'aprecia un ús limitat de la paleta, amb el predomini del color blau, força intens, que s'utilitza tant per representar el mar, com el celatge i parts del medi rocós. Aquest predomini es trenca mínimament per petits tocs de blanc, groc, verd i marró.

## Temàtica
Pel que fa al tema representat, el paisatge marítim del Cap de Creus, Cadaqués i Portlligat seran constants al llarg de tota la trajectòria de l'artista, esdevenint una de les seves obsessions.
Segons l'anàlisi de Joan M. Minguet Batllori: «És molt interessant, no tant per la seva qualitat, perquè es nota que és una obra d'inicis, de preparació, en què el pintor està experimentant, però és molt interessant perquè d'aquesta època n'hi ha molt poques. (…) Veiem un esquematisme on hi ha unes grans taques de color, i on no hi ha una precisió extrema com després farà el Dalí més conegut amb el dibuix, amb el traç, si nó que ell traça més aviat figures o trossos esquemàtics, on el color es barreja d'una manera molt impròpia del Dalí posterior. El quadre segurament representa la infància de Dalí, tan lligada al món de Cadaqués, als viatges amb barca amb el seu pare, el fet que ell en les seves pròpies memòries recorda amb una especial devoció (…) i tot això queda representat a través d'aquesta mirada que no diríem romàntica, però tampoc és aquella mirada freda que després utilitzarà amb el surrealisme».

## La joventut de Dalí
El 1916, Dalí passa una temporada amb els Pitxot al Molí de la Torre, als afores de Figueres, on descobreix l'impressionisme de primera mà. Comença a formar-se a l'Escola Municipal de Dibuix de Figueres, amb Juan Núñez com a professor, i il·lustra contes per a la seva germana.
El 1917 el pare li organitza una exposició a casa seva amb dibuixos fets al carbó. El 1918 col·labora amb una vinyeta a la revista Patufet. Un any més tard, alguns quadres seus es mostren al teatre de Figueres, seu, anys després, del museu dedicat a la seva obra.
Les obres d'aquesta primera època són sobretot retrats i paisatges del seu entorn. Al voltant de les mateixes dates trobem altres obres de l'artista, com:
- Retrat de Llúcia, 1917. Oli sobre tela. 44,1x 33,4 cm. Col·lecció particular.

- Retrat d'Hortènsia, camperola de Cadaqués,1918. Oli sobre tela. 34,6 × 26 cm. Col·lecció particular.

- Natura morta, 1918. Oli sobre llenç. Museu Nacional Centre d'Art Reina Sofia, Madrid.

- Nau, 1918. Oli sobre llenç. 26 × 31 cm. Col·lecció particular.

- La casa de Dalí a Es Llané, 1918. Tinta sobre paper. Col·lecció particular.

- Vista de l'església i Abadia de Vilabertran,c. 1918-1919. Oli sobre tela. Fundació Gala-Salvador Dalí, Figueres.

- Port de Cadaqués (de nit), 1919. Oli sobre tela. Museu Salvador Dalí, St. Petersburg, Florida.

- El Son, 1919. Oli sobre cartolina. Fundació Gala - Salvador Dalí, Figueres.

- Autoretrat a l'atelier, c.1919. Oli sobre tela. 27 × 21 cm .Museu Salvador Dalí, St, Petersburg, Florida.

## El fons Dalí, al Museu Abelló
Aquest quadre és només una obra de tot un conjunt de peces relacionades amb Salvador Dalí que formen part de la col·lecció que va anar formant el pintor Joan Abelló al llarg de la seva vida.
Segons Oriol Fort i Marrugat, «El fons documental que posseeix de Mollet fruit de la relació entre l'artista empordanès i l'artista vallesà, conté els elements de singularitat i d'excel·lència comuns en tota l'obra daliniana».
En paraules de Joan M. Minguet Batllori: «Les peces que formen part d'aquest fons dalinià tenen el seu origen, indubtablement, en la fascinació que Abelló havia sentit des de sempre per l'obra de l'artista empordanès».
Batllori distribueix el gruix de la col·lecció en sis grans apartats:
- Manuscrits

- Pintures i dibuixos originals

- Dedicatòries

- Obra gràfica

- Peces seriades

- Fotografies

Joan Abelló aniria formant aquest interessant grup d'obres de Dalí mitjançant dues vies, principalment: La compra de documents a la germana de l'artista, Anna Maria Dalí, i els que sorgirien arran de la relació entre els dos artistes, entre els anys 1965 i 1984.

## Exposicions
- La Mirada de l'Artista, Museu Abelló. Mollet del Vallès, 01/03/1999- 21/01/2007
- L'art modern a la col·lecció Abelló, s.XIX-XX, Museu Abelló. Mollet del Vallès, 21/01/2007
- La finestra oberta. Paisatgisme català 1860-1930, Museu d'Art de Sabadell, 01/09/2004 - 09/12/2004
- La finestra oberta. Paisatgisme català 1860-1930, Museu del Vi. Vilafranca del Penedès, 14/12/2004 - 23/02/2005
- La finestra oberta. Paisatgisme català 1860-1930, Biblioteca Museu Víctor Balaguer. Vilanova i Geltrú, 23/02/2005 - 11/05/2005
- La finestra oberta. Paisatgisme català 1860-1930, Museu de Manresa, 11/05/2005 - 29/06/2005
- La finestra oberta. Paisatgisme català 1860-1930, Edifici Miramar de Sitges, 29/06/2005 - 21/09/2005
- La finestra oberta. Paisatgisme català 1860-1930, Museu de Mataró, 21/09/2005 - 04/11/2005
- La finestra oberta. Paisatgisme català 1860-1930, Museu de Molins de Rei, 04/11/2005 - 14/12/2005
- La finestra oberta. Paisatgisme català 1860-1930, Museu de Terrassa, 14/12/2005 - 23/01/2006
- La finestra oberta. Paisatgisme català 1860-1930, Museu de Badalona, 24/01/2006 - 01/03/2006
- La finestra oberta. Paisatgisme català 1860-1930, Museu de Martorell, 13/03/2006 - 10/05/2006
- La finestra oberta. Paisatgisme català 1860-1936, Museu Abelló. Mollet del Vallès, 11/05/2006 - 30/06/2006
- Dalí. Afinitats electives, Sala Verdaguer, Palau Moja. Barcelona, 15/02/2004 - 18/04/2004
- Lletres i Ninots, Museu Abelló. Mollet del Vallès, 28/06/2001 -03/10/2001
- Lletres i Ninots, Castell. Cornellà de Llobregat, 03/04/2003 -18/05/2003
- Lletres i Ninots, Molins de Rei, 24/01/2004 - 29/02/2004
- Lletres i Ninots, El Prat de Llobregat, 21/04/2004 - 27/06/2004
- Lletres i Ninots, Mataró, 21/07/2004 - 24/10/2004
- Lletres i Ninots, Cardedeu, 26/11/2004 - 13/02/2005
- Lletres i Ninots, Terrassa, 15/11/2001 - 06/01/2002